# Emilia von Heiseler
Emilia von Heiseler (* 19. August 1994 in Berlin), auch: Emilia-Rosa von Heiseler ist
eine deutsche Schauspielerin in Film, Fernsehen, und
Theater.

## Leben und Karriere
Emilia von Heiseler wurde am 19. August 1994 in Berlin als Tochter von Till Nikolaus von Heiseler sowie Nachfahrin von Bernt von Heiseler und Henry von Heiseler geboren. Nachdem sie 2011 erste Bühnenerfahrungen am Berliner Ballhaus Ost gesammelt hatte, besuchte sie von 2013 bis 2019 die Schauspielschule Actors Space Berlin.
Am Ballhaus Ost war sie in den Stücken Hurengespräche
(2014–2016), Die taube Zeitmaschine (2014–2017) und war in Ein Sommernachtstraum (2018–2019) in der Co-Hauptrolle als Hermia zu
sehen.
Film und Fernsehauftritte hatte sie in den Serien, Weinberg (2015), Notruf Hafenkante (2017), SOKO Wismar (2017), SOKO München (2018), Letzte Spur Berlin (2020) und Hubert ohne Staller (2022).
Im Sozialdrama 153 Meter spielte sie unter der Regie ihres
Zwillingsbruders Anton von Heiseler die Hauptrolle.

## Filmografie (Auswahl)
- 2015: Weinberg (Fernsehserie, 5 Folgen)
- 2017: Ostfrieslandkrimis Ostfriesenkiller (Fernsehreihe)
- 2017: Sissi ohne Franz (Kurzfilm)
- 2017: Blind & Hässlich[2]
- 2017: SOKO Wismar (Fernsehserie, 1 Folge)
- 2018: Notruf Hafenkante (Fernsehserie, 1 Folge)
- 2018: Jenny – echt gerecht (Fernsehserie, 1 Folge)
- 2018: In aller Freundschaft – Die jungen Ärzte (Fernsehserie, 1 Folge)
- 2019: SOKO München (Fernsehserie, 1 Folge)
- 2020: Bettys Diagnose (Fernsehserie, 1 Folge)
- 2021: Nico
- 2021: Letzte Spur Berlin (Fernsehserie, 1 Folge)
- 2022: 153 Meter
- 2023: SOKO Köln (Fernsehserie, 1 Folge)
- 2023: Atomen
- 2023: Hubert ohne Staller (Fernsehserie, 1 Folge)
- 2024: Ein starkes Team: Der Tausch (Fernsehreihe)
- 2024: WaPo Bodensee (Fernsehserie, 1 Folge)
- 2025: SOKO Leipzig (Fernsehserie, 1 Folge)

## Theater (Auswahl)
Ballhaus Ost Berlin
- 2011–2012: ME DEA (F)!, als Aphro, (Regie: Michaela Caspar)
- 2014–2016: Die Taube Zeitmaschine, als diverse Rollen, (Regie: Michaela Caspar)
- 2018–2019: Ein Sommernachtstraum, als Hermia, (Regie: Michaela Caspar)[3]
- 2022: Die Vögel, als Peiseteira, Prometha, Vogelchor, (Regie: Michaela Caspar)[4]

Gambrinus trifft Baccus
- 2014–2016: Hurengespräche, als Alma, Lutschliese, (Regie: Michaela Caspar)

Theaterdiscounter Berlin
- 2019: KITTY HAWK, als Emilia/Escape, (Regie: Juri Padel)

Theater am Kurfürstendamm
- Willkommen bei den Hartmanns, als Tänzerin, (Regie: Martin Woelffer)

## Auszeichnungen (Auswahl)
- 2016: Grimme-Preis-Auszeichnung in der Kategorie Fiktion für Weinberg[5]
- 2018: Nominierung auf dem Fisheye Filmfestival als Beste Schauspielerin für „Die Tür“